# Yacht Express
Die Yacht Express ist ein Halbtaucherschiff der zur niederländischen Spliethoff-Gruppe gehörenden Reederei DYT Yacht Transport.

## Geschichte und Einsatz
Das Schiff wurde unter der Baunummer YRF2004-178 auf der chinesischen Werft Yantai Raffles Shipyard in Yantai gebaut. Die Kiellegung erfolgte am 29. September 2005, der Stapellauf am 19. Januar 2007. Am 10. Oktober 2007 wurde das Schiff fertiggestellt.
Das unter niederländischer Flagge mit Heimathafen Amsterdam fahrende Schiff wird in erster Linie für den Transport von Luxusyachten genutzt.

## Technische Daten und Ausstattung
Das Schiff wird dieselelektrisch von zwei Elektromotoren mit jeweils 5.100 kW Leistung angetrieben. Die Elektromotoren wirken auf zwei Propellergondeln mit Verstellpropeller. Für die Stromerzeugung stehen zwei von Viertakt-Zwölfzylinder-Dieselmotoren des Typs Wärtsilä 12V38B mit jeweils 8.700 kW Leistung angetriebene Generatoren zur Verfügung. Die Höchstgeschwindigkeit des Schiffes beträgt etwa 18 Knoten. Zusätzlich stehen zwei von Wärtsilä-Dieselmotoren des Typs 6L20 mit jeweils 1.020 kW Leistung angetriebene Generatoren zur Verfügung. Weiterhin wurde ein von einem Volvo-Penta-Dieselmotor des Typs D34AMS mit 610 kW Leistung angetriebener Notgenerator verbaut. Das Schiff ist mit einem mit 1.640 kW Leistung angetriebenen Bugstrahlruder ausgestattet.
Die Yacht Express ist als Halbtaucherschiff in der Lage, durch Absenken des gesamten Schiffes die Ladefläche unter die Wasseroberfläche abzusenken, so dass die zu transportierende Ladung eingeschwommen bzw. durch Schlepper auf das Deck gezogen werden kann. Das Deck ist 165 Meter lang und 31 Meter breit. Die Decksfläche beträgt rund 5.115 m².
An Bord stehen 24 Einzelkabinen für die Besatzung zur Verfügung. In vier weiteren Doppelkabinen können mitreisendes Personal beförderter Yachten oder mit Wartungs- oder Reparaturaufgaben betraute Mechaniker untergebracht werden. Für die Fahrgäste stehen unter anderem eine Messe, ein Kino, ein Schwimmbad und ein Fitnessraum zur Verfügung.